# Bryum pseudoblandum
Bryum pseudoblandum là một loài rêu trong họ Bryaceae. Loài này được T.J. Kop. & D.H. Norris mô tả khoa học đầu tiên năm 1984.